# Little May
Le Little May sono un gruppo musicale australiano, formatosi a Sydney, Nuovo Galles del Sud, nel 2012. La band è composta da tre donne: Hannah Field, Liz Drummond e Annie Hamilton.

## Storia
Il gruppo fondato a Sydney nel 2012 dalla cantante Hannah Field con le chitarriste Liz Drummond e Annie Hamilton. La band si è ispirata ai The National e alt-J. Dopo varie esibizioni nella zona di Sydney, la band ha pubblicato un EP omonimo nel 2014, al quale avevano lavorato per due anni, e da cui hanno ottenuto successo. Nel 2015 hanno lavorato al loro album di debutto a New York. L'album è stato prodotto da Aaron Dessner dei The National. Nel 2015 la band ha fatto un lungo tour in Europa, con il supporto del bassista e tastierista Mark Harding, e alla batteria Cat Hunter. Il 20 giugno 2015, la band si è esibita nei Paesi Bassi al Best Kept Secret Festival di Hilvarenbeek. L'album For the company è stato rilasciato il 9 ottobre 2015. La band ha scritto tutte e 13 le canzoni del disco stesso. Aaron Dessner, che ha suonato nell'album su vari strumenti, è stato menzionato su tre tracce come co-autore. Una settimana dopo l'uscita dell'album, la band suonò live a Paradiso, ad Amsterdam.
Nel 2019 annunciano l'uscita del nuovo album per il 3 maggio.

## Formazione
- Hannah Field - voce
- Liz Drummond - chitarra e voce
- Annie Hamilton - chitarra e voce

### Artisti di supporto
- Mark Harding - basso e tastiera
- Cat Hunter - batteria e percussioni

## Discografia

### EP
- 2014 - Little May

### Album in studio
- 2015 - For the company
- 2019 - Blame My Body